# Call Me Irresponsible (álbum)
Call Me Irresponsible es un álbum del cantante canadiense de jazz Michael Bublé, lanzado en 2007.

## Lanzamiento
El primer sencillo del álbum fue "Everything" y alcanzó la posición #46 en el U.S. Hot 100,
Bublé se presentó en la 6.º temporada American Idol, en la que interpretó "Call Me Irresponsible".
El 23 de abril de 2007, miembros del club oficial de fanes dieron una fiesta exclusiva para escuchar las canciones del disco y ver el videoclip "Lost".
Este álbum ganó un Grammy por Mejor Álbum Vocal Pop en 2008.

## Lista de canciones
1. "The Best Is Yet to Come" (Cy Coleman, Carolyn Leigh) – 3:05
2. "It Had Better Be Tonight" (Franco Migliacci, Johnny Mercer, Henry Mancini) – 3:06
3. "Me and Mrs. Jones" (Kenny Gamble, Leon Huff, Cary Gilbert) – 4:33
4. "I'm Your Man" (Leonard Cohen) – 4:59
5. "Comin' Home Baby" (Bob Dorough, Benjamin M. Tucker) (a dúo con Boyz II Men) – 3:27
6. "Lost" (Alan Chang, Jann Arden, Michael Bublé) – 3:40
7. "Call Me Irresponsible" (Sammy Cahn, Jimmy Van Heusen) – 3:16
8. "Wonderful Tonight" (Eric Clapton) (a dúo con Ivan Lins) – 4:12
9. "Everything" (Alan Chang, Amy Foster-Gilles, Bublé) – 3:31
10. "I've Got the World on a String" (Harold Arlen, Ted Koehler) – 2:47
11. "Always on My Mind" (Johnny Christopher, Mark James, Wayne Thompson) – 4:30
12. "That's Life" (Dean Kay, Kelly Gordon) – 4:15
13. "Dream" (Johnny Mercer) – 5:06
14. "L.O.V.E." (Milt Gabler, Bert Kaempfert) – 2:50 (Bonus track en Edición Especial para iTunes e Internet)
15. "Orange Colored Sky" – 3:30 (Bonus track - Edición para Internet)

## Presencia en listas
En Estados Unidos, el álbum debutó en el número 2 del Billboard 200 y se elevó hasta el n.º 1 en su segunda semana. Sólo Michael Jackson, Mary J. Blige, Hilary Duff y N.W.A. han logrado esto, el álbum fue certificado con platinor por obtener ventas de 2.047.290 copias. 
En Australia, el sencillo alcanzó el número 19 en la lista ARIA Singles. Mientras que el álbum debutó en la ARIA Albums Chart en el número 1 vendiendo 37.005 copias de en su primera semana y siendo la venta más alta de un álbum de un artista internacional en  Australia en 2007. El álbum fue certificado con Platino en su primera semana por la venta de 70.000 copias. El álbum vendió más 30.634 copias en su segunda semana, convirtiendo a Bublé en el primer artista de 2007 en Australia en vender sobre 30.000 unidades en 2 semanas, así que nuevamente fue certificado con quíntuple platino por ARIA por ventas superiores a 350.000 copias. El álbum alcanzó el número uno otra vez el 2 de julio y 9 de julio y una vez más el 22 de julio. El álbum fue el n.º 1 de la lista de álbumes de 2007 en Australia.
La versión original de 'Call Me Irresponsible' vendió sobre 300.000 copias en el Reino Unido. Pero la versión de la Edición Especial vendió sobre 462.000 copias, haciendo esa versión el 18.º álbum en ventas del Reino Unido en 2007 .
En Europa, el álbum fue certificado con 2xPlatino por IFPI por vender 2 millones de copias a la fecha.

## Posición en las listas
| País/Lista                       | Máximo | Certificación     | Ventas     |
| -------------------------------- | ------ | ----------------- | ---------- |
| Billboard 200                    | 1      | Platino           | 2 047 290  |
| Top 100 Álbumes Europa           | 1      | -                 | -          |
| Europa                           | -      | Doble Platino     | 2 000 000+ |
| ARIA Albums Chart                | 1      | Quíntuple Platino | 350 000+   |
| Canadian Albums Charts           | 1      | Cuádruple Platino | 400 000+   |
| Portugal                         | 1      | Oro               | 10 000     |
| UK Albums Chart                  | 2      | Platino           | 300,000+   |
| Italia                           | 1      | Triple Platino    | 250 000+   |
| Bélgica(Flandes)                 | 4      | Oro               | 25 000     |
| Irish Albums Chart               | 1      | -                 | -          |
| Austria                          | 2      | -                 | -          |
| Alemania                         | 1      | -                 | -          |
| México                           | 12     | -                 | -          |
| Países Bajos                     | 1      | -                 | -          |
| Suiza                            | 3      | -                 | -          |
| Nueva Zelanda RIANZ Albums Chart | 7      | Oro               | 7500       |
| Polonia OLIS                     | 11     | -                 | -          |
| Chipre                           | 11     | -                 | -          |
| Noruega                          | 13     | -                 | -          |
| Dinamarca                        | 9      | Oro               | 15 000     |
| Grecia                           | 15     | -                 | -          |
| Hungría                          | 5      | -                 | -          |
| Francia                          | 4      | -                 | -          |